# ジェームズ・L・クラフト
ジェームズ・ルイス・クラフト（James Lewis Kraft、1874年12月11日 - 1953年2月16日）は、カナダ出身のアメリカ合衆国の実業家である。クラフトフーヅ・インクの源流となる企業を創業し、プロセスチーズの製法の特許を取得した。

## 生涯
クラフトは1874年12月11日にオンタリオ州フォートエリーの北にあるスティーブンスヴィル近郊で生まれた。両親は、メノナイト教徒でドイツからの移民の農夫だった。クラフトは11人兄弟の2番目の子供だった。
スティーブンスヴィル地区(S.S. No.9)で教育を受け、1901年から1902年までフォートエリーのファーガソン雑貨店で働いていた。
クラフトの姪のアリス・アンダーソンによれば、1800年代後半から1900年初頭に撮られた写真に、クラフト兄弟がフォートエリーのプレザントポイント地区で馬車で乳製品を配達している様子が写っている。これが現在まで続くクラフト社の起源となる。
クラフトは1902年にニューヨーク州バッファローに移り、シェフォード・チーズ社の秘書兼会計係に就任し、その翌年にはビジネスパートナーとなった。しかし、クラフトが支店の視察（もしくは監督）のためにシカゴへ出張中、突然パートナーの契約を打ち切られた。クラフトはシカゴで、手持ちの65ドルで馬と馬車を借り、チーズを仕入れて食料品店に販売する会社を立ち上げた。その1年後、クラフトは友人に宛てて「今はまだ大きな事業になっていないが、自分がどれくらいできるかはわかっている。5年以内にこの街で最大のチーズ卸商になるだろう」という手紙を書いている。しかし、事業は軌道に乗らず、1907年には「神をパートナーとする」と誓ったと伝わっている。その後数年で事業が好転し、クラフトは兄弟のチャールズ、フレデリック、ノーマン、ジョンを引き込んだ。なお、姓の元の綴りはドイツ風の"Krafft"だったが、シカゴに出てから、ドイツ風の綴りは人気がなく、また、書くのが簡単であるという理由で"f"を1つにした。
1909年にJ・L・クラフト&ブロス・カンパニー(J.L. Kraft & Bros. Company)を設立し、クラフトが社長に就任した。1914年、イリノイ州ストックトンに最初のチーズ製造工場を開設した。クラフトは、チーズを低温殺菌して腐敗しにくくする製法を発明し、1916年に特許を取得した。これがプロセスチーズである。クラフト社は急成長し、1919年に母国のカナダに進出した。第一次世界大戦中、クラフト社は、兵士に支給する缶入りチーズをアメリカ政府に納入した。
1920年代中頃、クラフトはカール・ヒンショウ、バーサ・ヒンショウ夫妻とともに、フロリダ州レイクウェールズでリゾート開発を行った。しかし、1929年10月にフロリダの地価が暴落したため、クラフトはこの事業から手を引いた。このリゾート地は1931年にカールトンクラブ（現 シャレー・スザンヌ）として開業し、ヒンショウ家によって運営されている。敷地内にある邸宅は今でも「クラフト・ハウス」と呼ばれている。
クラフトの会社は1930年にナショナル・デイリー・プロダクツに買収されたが、その子会社として存続し、クラフトは亡くなるまで社長を務めた。
クラフトは1953年2月16日にシカゴのウェスリー記念病院で死去した。遺体はスコーキーの記念公園墓地に埋葬された。
クラフトが亡くなってから16年後の1969年、ナショナル・デイリー・プロダクツはクラフトコ・コーポレーション(Kraftco Corporation)に改称した。その後、数度の合併や改称を経て、クラフトフーヅ・インク(Kraft Foods Inc)となり、現在のクラフトフーズ（後のクラフト・ハインツ）の前身となった。

## 私生活

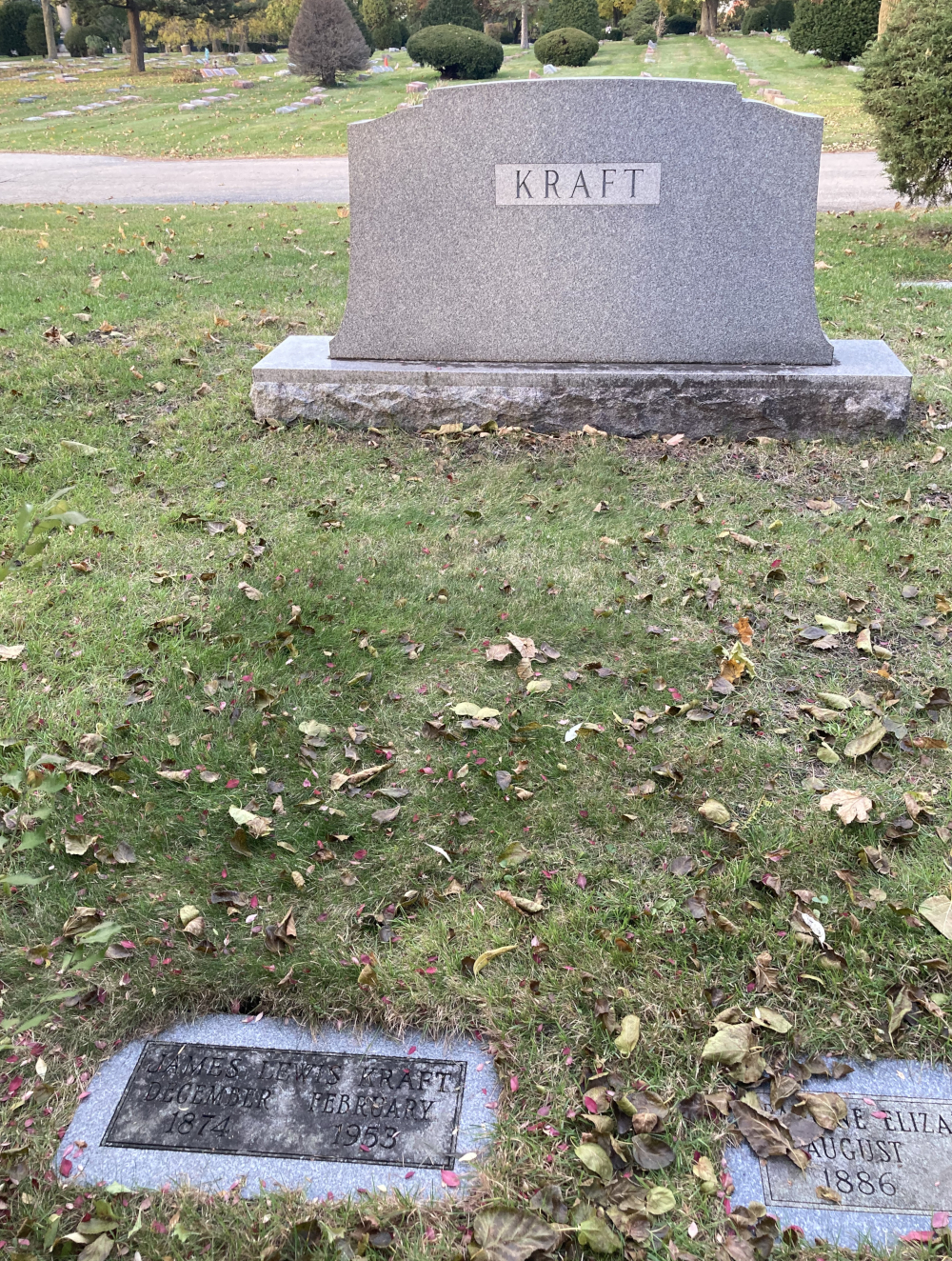
クラフトの墓石

クラフトは1909年にポーリーン・エリザベス・プラット(Pauline Elizabeth Pratt)と結婚した。ポーリーンとの間には娘のエディスがいる。
クラフトの邸宅はイリノイ州ウィルメットのカンタベリー・コート17番地にあり、1930年に建築家エイブラハム・エプスタインによって建てられた。
1926年、クラフトフーヅはウィスコンシン州アンティゴに工場を建設した。当時、この地域にはシカゴからノースウッドへの鉄道が通っており、製品の輸送に便利だったためである。アンティゴ周辺の風景はクラフトが少年時代に過ごした故郷に似ており、クラフトは、アンティゴの市街地から北に20マイルほど離れたマシュキノシュー湖（エンタープライズ湖）の湖畔の土地を購入して、別荘「クラフトウッド」(Kraftwood)を建てた。家族は夏の間、クラフトウッドで過ごした。
クラフトは宝石加工を趣味としていた。クラフトはバプテスト教会を支援し、若者への宗教教育を強く推進した。